# كرامر ويليامسون
كرامر ويليامسون (بالإنجليزية: Kramer Williamson) هو مهندس أمريكي، ولد في 26 يونيو 1950 في كولومبوس في الولايات المتحدة، وتوفي في 4 أغسطس 2013 في يورك في الولايات المتحدة.